# Витенхаген
Витенхаген (њем. Wittenhagen) општина је у њемачкој савезној држави Мекленбург-Западна Померанија. Једно је од 64 општинска средишта округа Нордфорпомерн. Према процјени из 2010. у општини је живјело 1.237 становника. Посједује регионалну шифру (AGS) 13057093.

## Географски и демографски подаци
Витенхаген се налази у савезној држави Мекленбург-Западна Померанија у округу Нордфорпомерн. Општина се налази на надморској висини од 10 метара. Површина општине износи 46,9 km². У самом мјесту је, према процјени из 2010. године, живјело 1.237 становника. Просјечна густина становништва износи 26 становника/km².